# Wilhelm Schuchard
Karl Wilhelm Schuchard (* 20. Juli 1819 in Burg-Gräfenrode; † 2. September 1891 in Gernsheim) war ein hessischer Richter und Politiker (NLP) und Abgeordneter der 2. Kammer der Landstände des Großherzogtums Hessen.
Wilhelm Schuchard war der Sohn des Pfarrers Friedrich Ludwig Gottlieb Schuchard und dessen Ehefrau Luise Philippine, geborene Brodreich.
Schuchard studierte ab 1837 Rechtswissenschaften an der Universität Gießen und wurde nach dem Studium Gerichtsakzessist. 1856 wurde er Langerichtsassessor mit Stimme am Landgericht Nidda und ab 1867 am Landgericht Grünberg. 1870 wurde er Landrichter am Landgericht Ulrichstein und 1877 am Landgericht Nauheim. 1879 wurde er Oberamtsrichter in Gernsheim.
Von 1872 bis 1875 gehörte er der Zweiten Kammer der Landstände an. Er wurde für den Wahlbezirk Oberhessen 12/Nidda gewählt.